# Lycodapus poecilus
Lycodapus poecilus és una espècie de peix de la família dels zoàrcids i de l'ordre dels perciformes.

## Morfologia
- Els mascles poden assolir 9,4 cm de longitud total.[4][5]

## Hàbitat
És un peix marí i d'aigües profundes que viu entre 497-539 m de fondària.

## Distribució geogràfica
Es troba als mars de Bering i d'Okhotsk.

## Observacions
És inofensiu per als humans.